# El Punt Avui TV
El Punt Avui TV fue un canal de televisión de proximidad con sede en Gerona. El canal inició sus emisiones regulares el día de San Jorge (23 de abril) de 2014 y cerró el 31 de diciembre de 2019. El canal estaba disponible a través de la televisión digital terrestre en diferentes demarcaciones de Cataluña y también mediante Internet.

## Historia
El 6 de febrero de 2014 el presidente de Hermes Comunicaciones, Joaquín Vidal, y el propietario de Canal Català, Nicola Pedrazzoli, firmaron un acuerdo según la cual la editora de El Punt Avui arrendaba las licencias de televisión de Canal Catalán a partir del 1 de marzo de 2014.
Las emisiones en pruebas del canal empezaron el 30 de marzo de 2014 con la emisión del programa Fem via presentado por Igor Llongueres. El 23 de abril de 2014 El Punt Avui TV estrenó su programación regular.
En noviembre de 2016 el CAC le impuso una multa de 12.001€ por no emitir programación de proximidad. Esto provocó, además, que la mosca de las diferentes señales de El Punt Avui fueran identificados con el nombre de la zona de emisión (como: Barcelona, Noya, Vallés Oriental, Vallés Occidental, Campo, ...) así como la emisión en desconexión de videotexto a varias horas. Finalmente, a partir de mayo de 2019 se crearon cinco informativos locales para Barcelona, Tarragona, Igualada, el Maresme y en Tortosa.
El 25 de octubre de 2019 cesó la producción propia, anunció su cierre y despidió a 7 trabajadores, mientras que los 4 trabajadores restantes fueron despedidos a mediados de diciembre.
La madrugada del 31 de diciembre de 2019 al 1 de enero El Punt Avui TV cerró emisiones. En algunas demarcaciones apareció una carta de ajuste de "Canal 4", mientras que otros se apagó el servicio o volvió a sus propietarios originales.

## Estudios
El canal tenía los estudios centrales en Gerona, en la sede del diario El Punt Avui. También disponía de plató en el Pueblo Nuevo de Barcelona, concretamente en la calle Roc Boronat, 67. Los estudios centrales habían tenido la sede en San Justo Desvern hasta el año 2017.

## Programas
La programación del canal fue generalista y los contenidos eran elaborados aprovechando las sinergias de los diferentes medios de comunicación del grupo Hermes, aunque con el apoyo de otras empresas vinculadas o con las que mantiene acuerdos de colaboración como VilaWeb, Sapiens Publicaciones, Esguard, Enderrock, El 9 Nou y Televisión de Girona. También formaba parte de La Xarxa.
- Autèntics, programa de entrevistas presentado por Xantal Llavina.
- Ben trobats, magacín matinal dirigido y presentado por Clara Tena.
- Connexió Parlament, espacio sobre la actualidad parlamentaria.
- Converses de l'Esguard, versión televisiva de las entrevistas de portada de la revista Esguard.
- Dosos amunt!
- Enderrock TV, programa de difusión de la música en catalán.
- English Hour, programa de entrevistas y tertulia en inglés.
- Fora de lloc
- La ronda, programa dedicado a la actualidad deportiva del FC Barcelona presentado por Albert Lesan, Mónica Palenzuela y Cristóbal Chassaigne.
- L'entrevista, programa de entrevistas presentado por Xevi Xirgo.
- L'illa de Robinson, programa de análisis de la actualidad conducido por Igor Llongueres.
- L'informatiu.
- L'internauta, programa sobre actualidad tecnológica e Internet presentado por Vicent Partal.
- Notícies.
- Pericos online, programa dedicado a la actualidad deportiva del RCD Espanyol presentado por Francisco Via.
- Protagonistes, programa de entrevistas con personalidades de diversos ámbitos.
- Religions, programa divulgativo conducido por Mireia Rourera, dedicado a las religiones que se profesan en Cataluña.
- Via Europa, programa semanal que muestra la visión europea de Cataluña.
- Viure cada dia, programa presentado por Julià Peiró.

## Frecuencias
Hasta el 31 de diciembre de 2019, estas eran las frecuencias por donde emitía:

### Bajo las licencias de Canal Català
- 48 UHF: Barcelona (Barcelonés)
- 39 UHF: Sabadell (Vallés Occidental)
- 40 UHF: Granollers (Vallés Oriental)
- 54 UHF: Tarragona (Campo de Tarragona)
- 50 UHF: Vich (Osona)
- 42 UHF: Blanes (La Selva)
- 50 UHF: Lérida (Poniente)

### Con otros acuerdos
Estas frecuencias se añadieron 2018:
- 37 UHF: Igualada (Noya)
- 49 UHF: Manresa (Cataluña Central)
- 30 UHF: Villafranca del Panadés (Garraf y Panadés)
- 24 UHF: Mataró (Maresme)
- 34 UHF: Tortosa (Tierras del Ebro)